# Изгубеният хоризонт
„Изгубеният хоризонт“ (на английски: Lost Horizon) е американски приключенски драматичен фентъзи филм от 1937 г. на режисьора Франк Капра. Сценарият на Робърт Рискин е базиран на едноименния роман, написан от Джеймс Хилтън.

## Актьорски състав
- Роналд Колман – Робърт Конуей
- Джейн Уайът – Сондра
- Едуард Еверет Хортън – Лъвет
- Джон Хауърд – Джордж Конуей
- Томас Мичъл – Барнард
- Марго – Мария
- Изабел Джуъл – Глория
- Ейч Би Уорнър – Чанг
- Сам Джафе – Главният Лама